# Островська Рита
Рита Островська (нар. 1953 у Києві, англ. Rita Ostrovskaya) — українська фотограф.

## Життєпис
Навчалась у Ленинградському інституті кінорежисерів, потім у Інституті журналістської майстерності в Києві (1982—1983). З 1987 по 1989 рік — член Творчого фото-об'днання «Погляд». У 2001 емігрує до Німеччини (місто Кассель). У 2003-2009 роках навчалась у Мистецькій академії міста Кассель.

## Нагороди
- У 1993 році а I Міжнародному фестивалі у Москві була названа фотографом року
- У 1994 отримала Ренжер-Патч Прайс/премію/ за проєкт книги (Музей Фолкванг, місто Эссен)

## Видання
- 1996 року у видавництві Cantz Verlag вийшов її вийшов фотоальбом «Jews in Ukraine, Shtetls, 1989—1994» (Євреї в Україні, штетли) як результат фотопроєкту, в рамках якого вона створила цілий цикл фотографій про типові єврейські містечка – штетли в Україні.[2]

## Фотопроєкти
- «Місто та мешканці» (1983—1988),
- «Мій дім» (1983 −2001),
- «Портрет-Акт» (с 1986),
- «Еврейський Альбом»:
  - 1. "Родинний Альбом" (с 1978),
  - 2. "Євреї в Украині, містечка" (1989-2001),
  - 3. «Емігранти» (1993—2002);
- «Подих життя» 1994-2001,
- «Присутність» (с 1995),
- «Фарби містечка» (2000—2001)

### Колекції, в яких зберігаються фото
- Berlin, Germany, Art library
- Essen, Germany, Fotografische Sammlung, Museum Folkwang
- Zurich, Switzerland, Kunsthaus
- Zurich, Switzerland, Lehrhaus
- Odense, Denmark, Museet for Fotokunst
- New York, USA, The Jewish Museum
- New York, USA, United Jewish Appeal
- Texas, USA, Photography & Film Collections, Harry Ransom Humanities Research Centre
- London, U.K. The Sternberg Centre of Judaism
- Tel-Aviv, Israel, Beth Hatefutsth, The Nahum Goldman Museum of Jewish Diaspora
- Saint-Die-Des-Vosges, Frankreich, Espace des Arts Plastiques, Cepagrap
- Музей фотографічних колекцій
- Київ, Україна, Institute of Jewish Studies
- Київ, Україна, The Central Research Library